# Aeropuerto de In Aménas
El Aeropuerto de In Aménas (IATA: IAM, OACI: DAUZ) es un aeropuerto que atiende a In Aménas, Argelia.

## Aerolíneas y destinos
- Air Algérie (Argel, Hassi Messaoud, Orán, Ouargla)